# Waldsiedlung (Altenstadt)
Waldsiedlung ist nach dem Kernort der größte Ortsteil der Gemeinde Altenstadt im hessischen Wetteraukreis. Die Siedlung gehört zur Gemarkung Altenstadt.

## Geographische Lage
Die Waldsiedlung liegt in der Gemarkung Altenstadt südöstlich der Kerngemeinde. Östlich des Ortes führt die Bundesautobahn 45 vorbei, westlich die Landesstraße 3189. Am Ortsrand gibt es ein großes Gewerbegebiet direkt an der Autobahn.

## Geschichte
Ortsgeschichte
Das Gebiet des heutigen Ortsteils war ursprünglich bewaldet, bis es ab 1935 zu Rodungen zur Errichtung eines Militärflugplatzes der Wehrmacht kam, für dessen Anbindung in den Jahren 1937/1938 ein 3,9 km langes Anschlussgleis zum Bahnhof Altenstadt gelegt wurde. Der Flugplatz wurde nach der damaligen Kategorisierung der Luftwaffe als Einsatzhafen I. Ordnung eingestuft. Nach Kriegsende wurde das Gelände des Flugplatzes zunehmend mit Wohnhäusern sowie einem Gewerbegebiet bebaut. Begründet durch die günstige Verkehrsanbindung siedelten sich mehrere Unternehmen an, u. a. der Motorradhersteller Münch. Heute ist die Waldsiedlung ein eigener Ortsbezirk mit Ortsbeirat und Ortsvorsteher nach der Hessischen Gemeindeordnung.
Ursprüngliche Verkehrsanbindung
Um den Flugplatz besser mit Baumaterial, Maschinenteilen und Treibstoff zu versorgen, wurden am 1. November 1936 Verträge zwischen der Deutschen Reichsbahn und dem Reichsfiskus Luftwaffe Luftgaukommando XII, Wiesbaden, über den Bau eines 3,9 km langen Anschlussgleises vom Bahnhof Altenstadt (Hess) zum Flugplatz geschlossen. Dazu wurde eine Teilfeldbereinigung mit anschließender Enteignung der benötigten Grundstücke durchgeführt. Als Entschädigung wurden Ersatzland bzw. bei Aufwuchs 3 bis 13 Pfennig pro Quadratmeter gezahlt. Enteignet wurden hierbei 59 Grundstückseigentümer in Altenstadt, 16 in Oberau, letzteren wurden insgesamt 1294,75 RM ausgezahlt.
Nach dem Krieg sollte das Anschlussgleis als Abstellgleis für reparaturbedürftige Güterwagen genutzt werden. Um dies zu verhindern und das Gleis für ansiedelnde Betriebe nutzbar zu erhalten, erwarb die Gemeinde 1946 die Gleise für 78.830 RM. Für den darunterliegenden Bahnkörper wurde bis zum Kauf 1962 Pacht an die Bahn gezahlt. Bedient wurde der Gleisanschluss durch die Deutsche Bundesbahn, welche bis 1949 eine Diesel-Kleinlok, bis 1965 eine Dampflok und ab 1965 wieder eine Diesel-Kleinlok vom Bahnhof Heldenbergen-Windecken aus einsetzte. Durch die unter anderem hohen Betreibergebühren der Deutschen Bundesbahn (einfache Bedienung Altenstadt – Waldsiedlung 44 DM), siedelten sich in der Waldsiedlung weniger Betriebe an als erhofft. Viele Betriebe bestellten Lastzüge oder ließen die Wagen bereits im Bahnhof Altenstadt entladen und das letzte Stück mit dem Lkw transportieren. 1966 wurde der Gleisanschluss nochmal verwendet, um Betonrohre für die Fernwasserleitung in die Waldsiedlung zu transportieren; hierbei wurden in 14 Monaten 1000 Waggons mit Baumaterial transportiert. Da die Zufahrtsstraße in die Waldsiedlung bis Anfang der 1970er Jahre in schlechtem Zustand blieb, wurde der Gleisanschluss erst am 30. Juni 1983 stillgelegt, nachdem für die Schwellen und die vorhandene Brücke eine Sanierung in Höhe von 1 Million Mark nötig gewesen wären und der Güterverkehr lediglich bei noch 145 Waggons im Jahr lag (hauptsächlich Güterwagen für den Holzhandel Sundermann; heute System Holz Handels GmbH). Ab dem 26. April 1984 wurde mit dem Rückbau begonnen. Als einziges Überbleibsel blieb die ehemalige Bahnbrücke über die Nidder erhalten. Auf der Trasse ist heute ein Rad- und Wanderweg angelegt.

## Bevölkerung
Einwohnerstruktur 2011
Nach den Erhebungen des Zensus 2011 lebten am Stichtag, dem 9. Mai 2011, in Waldsiedlung 2484 Einwohner. Darunter waren 261 (10,5 %) Ausländer.
Nach dem Lebensalter waren 468 Einwohner unter 18 Jahren, 1140 waren zwischen 18 und 49, 495 zwischen 50 und 64 und 381 Einwohner waren älter.
Die Einwohner lebten in 1089 Haushalten. Davon waren 351 Singlehaushalte, 288 Paare ohne Kinder und 330 Paare mit Kindern, sowie 93 Alleinerziehende und 27 Wohngemeinschaften. In 171 Haushalten lebten ausschließlich Senioren/-innen und in 804 Haushaltungen leben keine Senioren/-innen.
Einwohnerentwicklung
| Waldsiedlung: Einwohnerzahlen von 1980 bis 2021 | Waldsiedlung: Einwohnerzahlen von 1980 bis 2021 | Waldsiedlung: Einwohnerzahlen von 1980 bis 2021 | Waldsiedlung: Einwohnerzahlen von 1980 bis 2021 | Waldsiedlung: Einwohnerzahlen von 1980 bis 2021 |
| ----------------------------------------------- | ----------------------------------------------- | ----------------------------------------------- | ----------------------------------------------- | ----------------------------------------------- |
| Jahr                                            |                                                 |                                                 |                                                 | Einwohner                                       |
| 1980                                            | 1980                                            |                                                 | ?                                               | ?                                               |
| 1990                                            | 1990                                            |                                                 | ?                                               | ?                                               |
| 2000                                            | 2000                                            |                                                 | ?                                               | ?                                               |
| 2005                                            | 2005                                            |                                                 | 2.470                                           | 2.470                                           |
| 2010                                            | 2010                                            |                                                 | 2.691                                           | 2.691                                           |
| 2011                                            | 2011                                            |                                                 | 2.484                                           | 2.484                                           |
| 2015                                            | 2015                                            |                                                 | 2.527                                           | 2.527                                           |
| 2018                                            | 2018                                            |                                                 | 2.539                                           | 2.539                                           |
| 2021                                            | 2021                                            |                                                 | 2.584                                           | 2.584                                           |
| Quelle(n): Gemeinde Altenstadt; Zensus 2011     |                                                 |                                                 |                                                 |                                                 |

## Politik
Ortsvorsteher der Waldsiedlung wurde im September 2019 der NPD-Funktionär Stefan Jagsch. Die einstimmige Wahl des NPD-Politikers im Ortsbeirat führte zu Irritationen und Entsetzen insbesondere bei jenen Parteien, deren Ortsbeiratsmitglieder für Jagsch gestimmt hatten. Norbert Szielasko, Vertreter der CDU, erklärte, er habe für Jagsch gestimmt, da man im Ortsbeirat parteilos agiere und „wir keinen anderen haben – vor allem keinen Jüngeren, der sich mit Computer auskennt, der Mails verschicken kann“. Seit der Ernennung werden in den deutschen Medien zahlreiche Diskussionen zum Mangel an Freiwilligen in der Kommunalpolitik geführt.
Die Wahl des Ortsvorstehers war notwendig geworden, da der bisherige, erst im Juli 2016 angetretene Amtsinhaber Klaus Dietrich (FDP) sein Amt niedergelegt hatte. Zur Begründung des Rücktritts heißt es im Protokoll:
„Der Grund der Funktionsniederlegung ist die politische Wirkungslosigkeit des Gremiums Ortsbeirat, da hier keinerlei Entscheidungsbefugnis besteht, und durch viele Beispiele belegt, die Unterstützung des Gemeindevorstandes oder gar der Gemeindevertretung nicht gegeben ist. Herr Dietrich verzichtet auf eine detaillierte Darstellung der ihn bewegenden Problematik, bringt aber deutlich zum Ausdruck, dass der Ortsbeirat Waldsiedlung kein nörgelndes, ständig kritisierendes Organ der Verwaltung war und ist, sondern für den Ortsteil und seine Bürger die Stimme erhoben hat.“
Aufgrund großen medialen Drucks wurde Jagsch schließlich abgewählt. Neue Ortsvorsteherin der Waldsiedlung wurde im Oktober 2019 die CDU-Abgeordnete Tatjana Cyrulnikov (7/8 Stimmen).

## Infrastruktur
Im Ort gibt es ein Dorfgemeinschaftshaus mit angrenzendem Festplatz.
Die Waldsiedlung hat eine sehr große industrielle Nutzfläche, auf der auch das Industriegebiet der angrenzenden Gemeinde Limeshain ihren Platz findet.
Durch die Stadtwerke Gießen ist neben Öl- und Gasheizungen auch die Versorgung durch Fernwärme gewährleistet.

## Persönlichkeiten
Mit dem Ortsteil verbunden
- Friedel Münch (* 6. Februar 1927 in Dorn-Assenheim; † 27. April 2014 in Altenstadt), Konstrukteur und Hersteller der gleichnamigen Motorräder
- Timothy Chandler (* 29. März 1990 in Frankfurt am Main), Fußballspieler, wuchs in der Philipp-Reis-Straße auf.[21]